# Ela
Ela, stejně znějící podoby dvou jmen různého původu, především slovenské podoby a anglické varianty původem řeckého j. Helena, tj. "světlo", dále i osamostatnělého anglického domáckého tvaru j. Eleanora.
Dom. podoby: Ela, Elka, Elča, Eli, Elenice, Eluška, Eliška ap.
Slov., špan., ital Elena, niz Elena, Elina, angl. Ellen Elena, Ellyn, Elli(e), Ella, něm. Elena, Ellen, Elea, Ella, maď. Ella, ital. Ellena, dán. Elena, Elene, Elin, švéd. Elin, Elle, rus. Ellina, Jelena, ukr. Olena, lit. Elé, sch. Elen Elia(na), bulh. Elen(a), velš. Elen, nř. Eleni.
Obě podoby dnes oblíbeny.

## Nositelé jména Ela
- Ela Lehotská, slovenská herečka
- Ela Laušmannová, česká herečka
- Ela Šilarová, česká herečka